# Image Club d’Épinal
Image Club d’Épinal – francuski klub hokejowy z siedzibą w Épinal. Występuje w Ligue Magnus. Swoje mecze rozgrywa na Patinoire de Poissompré mogącym pomieścić 1200 widzów.

## Zawodnicy
Zawodnikami klubu zostali Martin Kotásek, Robert Pospíšil, Benjamin Breault, Vojtěch Kloz.